# Parada de Portal de Foronda
Portal de Foronda (en castellano), o Forondako Atea (en euskera), es una parada de la línea Abetxuko - Unibertsitatea en el tranvía de Vitoria, explotado por Euskotren Tranbia. Fue inaugurada el 10 de julio de 2009 junto a todas las paradas del ramal de Abetxuko, desde la de Honduras hasta la de Kañabenta (entonces llamada Abetxuko).

## Localización
Se encuentra ubicada en el distrito de Lakua, concretamente en el barrio de Arriaga-Lakua, en la calle Portal de Foronda, a la altura de la comisaría central de la Ertzaintza en Vitoria. La parada se sitúa en unos jardines centrales a ambos carriles de la calle Portal de Foronda, salida de Vitoria en dirección a Bilbao.

## Líneas
| Procedencia/Destino | <                | Línea | >          | Procedencia/Destino |
| ------------------- | ---------------- | ----- | ---------- | ------------------- |
| Abetxuko            | Gernikako Arbola | TVG   | Intermodal | Unibertsitatea      |